# Gare de Livorno-Ferraris
La gare de Livorno-Ferraris (en italien, Stazione di Livorno Ferraris) est une gare ferroviaire italienne de la ligne de Turin à Milan, située sur le territoire de la commune de Livorno Ferraris, dans la province de Verceil en région du Piémont.
Elle est mise en service en 1855. C'est une gare voyageurs, classée argent, des Rete ferroviaria italiana (RFI), desservie par des trains Trenitalia R

## Situation ferroviaire
Établie à environ 193 mètres d'altitude, la gare de Livorno-Ferraris est située au point kilométrique (PK) 45,403 de la ligne de Turin à Milan entre les gares de Sant'Antonino-di-Saluggia et de Bianzè.

## Histoire
La station de « Livorno » est mise en service le 8 avril 1855 par la Società della ferrovia da Torino a Novara, lorsqu'elle ouvre à l'exploitation la section de Verceil à Chivasso de sa ligne de Turin à Novare.
En 1856, la ligne de Turin à Novare est officiellement inaugurée le 20 octobre et exploitée par la Compagnie du chemin de fer Victor-Emmanuel qui a absorbé par fusion la compagnie d'origine.

## Service des voyageurs

### Accueil
Gare voyageurs RFI, classée argent, elle dispose d'un bâtiment voyageurs avec un bureau et un automate pour l'achat de titres de transport régionaux. Elle est équipée de deux quais latéraux.
La traversée des voies et l'accès aux quais s'effectuent par un passage souterrain.

### Desserte
Livorno-Ferraris est desservie par des trains régionaux (R) Trenitalia des relations : Turin-Porta-Nuova - Novare, Chivasso - Novare, Ivrée - Novare.

### Intermodalité
Le stationnement des véhicules est possible à proximité.